# Denebeorht
Denebeorht († 822) war Bischof von Worcester. Er wurde zwischen 798 und 800 zum Bischof geweiht und trat sein Amt im gleichen Zeitraum an. Er starb 822.